# Коппелл, Гэвин
Гэвин Коппелл (англ. Gavin Koppell, или DJ Lyfe) — американский музыкант, диджей и продюсер, более известный как бывший участник американской рок-группы Incubus, а также как граффити-художник.

## Музыкальная карьера
Гэвин Коппелл начал заниматься музыкой в 1987 году. Впервые Гэвин познакомился с участниками группы Incubus в 1994 году в театре S.I.R.. В 1995 году Гэвин вошёл в состав группы, и впервые исполнил роль диджея в мини-альбоме Enjoy Incubus 1997 года выпуска. Вскоре он принял участие в создании альбома S.C.I.E.N.C.E. под псевдонимом DJ Lyfe. В буклете к альбому S.C.I.E.N.C.E., он был подписан как «Кунг-фу Тёрнтейбла» (англ. Turntable Kung-fu). Гэвин также появился в композиции "Familiar" в саундтреке к фильму Спаун, записанная группой совместно с DJ Greyboy. DJ Lyfe был заменён Крисом Килмором после своего увольнения в 1998 году. В 2003 году Гэвин подал в суд на группу, потому что Incubus не заплатили ему должным образом.
Его граффити можно увидеть в 13 эпизоде 7 сезона детективного сериала Детектив Раш.

## Дискография
Incubus
- Enjoy Incubus (1997)
- S.C.I.E.N.C.E. (1997)

Сольная дискография
- 87 Ways DVD Mixtape Vol. 1 (2005) (как DJ 1987)